# Ein portugiesischer Abschied
Ein portugiesischer Abschied (Originaltitel: Um Adeus Português) ist ein Film des portugiesischen Regisseurs João Botelho aus dem Jahr 1986.

## Inhalt
1973 gerät ein in Mosambik operierendes Kommando im Portugiesischen Kolonialkrieg in feindliches Gebiet, und ein Soldat stirbt in einem Hinterhalt. 1985, elf Jahre nach der Nelkenrevolution und dem folgenden Ende des Kolonialkriegs, fahren die in Porto lebenden Eltern des gefallenen Soldaten nach Lissabon, um ihren jüngeren Sohn und die Witwe des gefallenen älteren Sohnes zu besuchen.
Der verhaltene, introvertierte Film kommt ohne aufwändige Kriegszenen aus, und wird bestimmt von einer gedämpften, stillen Atmosphäre. In der U-Bahn Lissabon wird ein Fado angestimmt, in Lissabonner Cafés unterhalten sich unsicher junge Paare, und in den idyllischen Stadtparks versucht die Familie des gefallenen Soldaten in schicksalsergebenen Gesten und kurzen, ruhigen Sätzen über den Verlust zu reden.

## Produktion
Der Film wurde komplett in Portugal gedreht, auch die in Afrika spielenden Szenen. Er verwendet keine Filmmusik. Unter den verschiedenen Assistenten waren die späteren Regisseure Margarida Cardoso und Pedro Costa. Die in Portugal 1985 spielenden Szenen werden in Farbe gezeigt, während die im afrikanischen Hinterland 1973 spielenden Szenen in Schwarzweiß gedreht sind, auch in Anspielung auf die offizielle portugiesische Berichterstattung des Schwarzweiß-Fernsehens während des Kolonialkrieges.
Das portugiesische Militär zögerte anfangs mit der Gewährung der benötigten Unterstützung bei Ausstattung und Beratung. Inhaltlich hatte die Armee keine Einwände, jedoch war es den Soldaten psychisch noch nicht ohne weiteres möglich, unbefangen mit dem Thema des Kolonialkrieges und den individuellen Traumen umzugehen.
Maria Cabral, die als Muse des Novo Cinema galt und inzwischen nach Frankreich gezogen war, hatte hier ihren letzten Filmauftritt.

## Rezeption
Der Film hatte seine Weltpremiere am 5. April 1986 in den USA und beim London Film Festival, in Portugal kam der Film am 17. April 1986 in die Kinos. Seine Deutschlandpremiere hatte der Film auf der Berlinale 1986, wo er den OCIC-Preis gewann. Der Film lief zudem auf dem Festival do Rio de Janeiro, wo er einen Tucano de Ouro erhielt, und u. a. auf den Festivals von Belford, Cartagena, Salsomaggiore und Pesaro, auf denen er erste Preise gewann. Er fand auch international Verleihe, so in Großbritannien und Frankreich. Im deutschen Fernsehen wurde der Film erstmals am 31. Januar 1987 vom Hessischen Rundfunk gesendet.
Die Kritik nahm den Film sehr positiv auf. In Portugal feierten ihn die Cineasten als den ersten Spielfilm, der sich kritisch mit dem Portugiesischen Kolonialkrieg auseinandersetzte. Die gelungene Fotografie des Films wurde gelobt, ebenso die fehlenden emotionalen Explosionen, und die verhaltenen, überzeugenden Darstellerleistungen. Dem Portugiesischen Film, der Mitte der 1980er Jahre eine relative Durststrecke erlebte, half Botelhos Film und seine internationale Anerkennung, neue Impulse und erneuten Antrieb zu gewinnen.
Die Cahiers du cinéma widmeten dem Film in ihrer Ausgabe Nr. 393 im März 1987 einige Aufmerksamkeit, darunter ein ausführliches Interview mit dem Regisseur.

„In der Konfrontation von portugiesischer Kolonialvergangenheit mit dem gegenwärtigen Leben wird deutlich, daß der Bruch in den Lebensformen schmerzhafte Trauerarbeit verlangt. Bei aller Sprachlosigkeit zwischen den Generationen durchbricht der Film die lähmende Melancholie seiner Figuren und läßt sie ohne Verbitterung zurück.“